# Фортеця Мушіма
Фортеця Мушіма побудована з каменю та бетону в 1599 році. Вона розташована в провінції Бенго Анголи поруч із річкою Кванза.

## Історія
Захоплення місця португальськими силами бере початок у 1581 році зі створення невеликого військового посту на лівому березі річки Кванза тодішнім губернатором Анголи Пауло Діасом де Новасом. Пізніше цей пост став в'язницею (установленням військової колонізації), з функцією оборони перед людьми Кічами.
У 1599 році, щоб захистити в'язницю, губернатор Жоао Фуртадо де Мендонса наказав побудувати нове укріплення. У той час в'язниця підтримувала торгові відносини в регіоні, слугуючи активним складом для товарів і рабів, які очікували транспортування на американський континент. Роботи були розпочаті на початку XVII століття. В'язниця була перенесена на нове місце в 1609 році.
В умовах вторгнення Голландії в Анголу в 1641 році в'язниці на річці Кванза були лінією опору португальських колоністів проти окупанта. Так, у 1646 році Мушіма зазнала нападу голландських військ, а населення укрилося у фортеці. У 1655 році вона була перебудована.
Фортеця Мушіма підтримувала португальські сили у так званих війнах Квата-Квата, міжплемінних конфліктах за участю народів, полонених європейцями для захоплення інших племен, піддавши їх рабству. До середини 19 століття в'язницею та її гарнізоном керував генерал-капітан.
Фортеця Мушіма була визначена як Національна пам'ятка провінціального Декрет №- 12 — Жанейро в 1924 році.
Під час Другої світової війни на території фортеці розташовувались португальські війська з 1941 року, які там утримувалися до 1948 року. У 1956 році фортеця був класифікована як власність, що становить громадський інтерес.
По сусідству з церквою Церква Носса-Сеньйора-да-Консейсау-да-Мушіма, вона була в руїнах через невдалий ремонт. Фортеця була відновлена близько 2008 року та перебуває у власності держави. Вона закріплена за Міністерством культури.